# 川井考策
川井 考策（かわい こうさく、1856年8月18日（安政3年7月18日） - 1920年（大正9年）3月24日）は、明治から大正時代の政治家、実業家。衆議院議員（1期）。

## 経歴
相模国高座郡下土棚村（神奈川県高座郡六会村を経て現藤沢市）出身。漢学、数学を修める。小学校教員、村会議員、神奈川県会議員を歴任した。ほか、生糸製造業に従事し県製糸同業組合長、相州大成、相模肥料各社長、藤沢町外六ケ村産業組合長を務め、模範共同揚返所を創立した。
1915年（大正4年）3月の第12回衆議院議員総選挙では神奈川県郡部から立憲同志会所属で出馬し当選。衆議院議員を1期務めた。